# تشن شينغ
تشن شينغ (بالصينية: 陈星) هو لاعب كرة قدم ومغني صيني في مركز الهجوم، ولد في 17 يناير 1983 في شنيانغ في الصين. شارك مع منتخب الصين لكرة القدم. أما مع النوادي، فقد لعب مع Shanghai United F.C. ‏.

## وصلات خارجية
- تشن شينغ على موقع قاعدة بيانات كرة القدم.إي يو (الإنجليزية)
- تشن شينغ على موقع ناشيونال فوتبول تيمز (الإنجليزية)
- تشن شينغ على موقع Soccerway.com (الإنجليزية)